# Платанија (Кожани)
Платанија (грч. Πλατανιά) је насељено место у општини Горуша у периферији Западна Македонија, Грчка. Према попису из 2021. године било је 88 становника.
Према бугарском географу и историчару, Василу Канчову, у Платанији је 1900. године живело 300 Грка муслимана (Валахади). Платанија се налази у области Населица, која је некада била насељена словенским становништвом које је касније хеленизовано. Године 1923. муслиманско становништво је принудно исељено у Турску а на њихово место су насељене 72 грчке избегличке породице, којих је на попису из 1928. године било 213. Село се раније звало Бобушта.